# (10893) 1997 SB10
(10893) 1997 SB10 est un astéroïde de la ceinture principale découvert en 1997.

## Description
(10893) 1997 SB10 a été découvert le 19 septembre 1997 à la station de Xinglong, dans la province chinoise d'Hebei (Chine), par le Beijing Schmidt CCD Asteroid Program.

### Caractéristiques orbitales
L'orbite de cet astéroïde est caractérisée par un demi-grand axe de 2,56 ua, un périhélie de 2,14 ua, une excentricité de 0,17 et une inclinaison de 4,36° par rapport à l'écliptique. Du fait de ces caractéristiques, à savoir un demi-grand axe compris entre 2 et 3,2 ua et un périhélie supérieur à 1,666 ua, il est classé, selon la JPL Small-Body Database, comme objet de la ceinture principale.

### Caractéristiques physiques
(10893) 1997 SB10 a une magnitude absolue (H) de 14,1 et un albédo estimé à 0,081.